# Rolf Kayser (Wasserbauingenieur)
Rolf Kayser (* 11. September 1931 in Oldenburg; † 24. Mai 2011) war ein deutscher Wasserbauingenieur.

## Werdegang
Kayser promovierte 1967 an der Technischen Universität Braunschweig. Nach seiner Habilitation kehrte er 1970 als Professor für Siedlungswasserwirtschaft an die TU Braunschweig zurück. Im September 1993 wurde er emeritiert.
Sein wissenschaftlicher Beitrag sind herausragende Leistungen für die Weiterentwicklung des Belebungsverfahrens, insbesondere in Bezug auf die Stickstoff- und Phosphoreliminierung.

## Ehrungen
- 1966: Karl-Imhoff-Preis[1]
- 1997: Ehrendoktor der Technischen Universität Wien[2]
- 1998: Verdienstkreuz am Bande der Bundesrepublik Deutschland[3]
- 2002: William-Dunbar-Medaille der European Water Association[4]